# Bell, Mayen-Koblenz
Bell là một xã thuộc thuộc huyện Mayen-Koblenz, phía tây nước Đức. Xã Bell, Mayen-Koblenz có diện tích 10,26 km², dân số thời điểm ngày 31 tháng 12 năm 2006 là 1479 người.